# Hypsiophthalmus
Hypsiophthalmus is een geslacht van kevers uit de familie  
kniptorren (Elateridae).
Het geslacht is voor het eerst wetenschappelijk beschreven in 1834 door Latreille.

## Soorten
Het geslacht omvat de volgende soorten:
- Hypsiophthalmus ardens (Candèze, 1863)
- Hypsiophthalmus boops (Germar, 1841)
- Hypsiophthalmus buphthalmus (Eschscholtz, 1829)
- Hypsiophthalmus charops Costa, 1979
- Hypsiophthalmus grossicollis (Blanchard, 1843)
- Hypsiophthalmus longipennis (Germar, 1841)
- Hypsiophthalmus luscius Costa, 1979
- Hypsiophthalmus microspilus (Germar, 1841)
- Hypsiophthalmus punctatum Costa, 1979
- Hypsiophthalmus raninus (Eschscholtz, 1829)